# Waldrada
|  | Per a altres significats, vegeu «Waldrada (concubina de Lotari II)». |

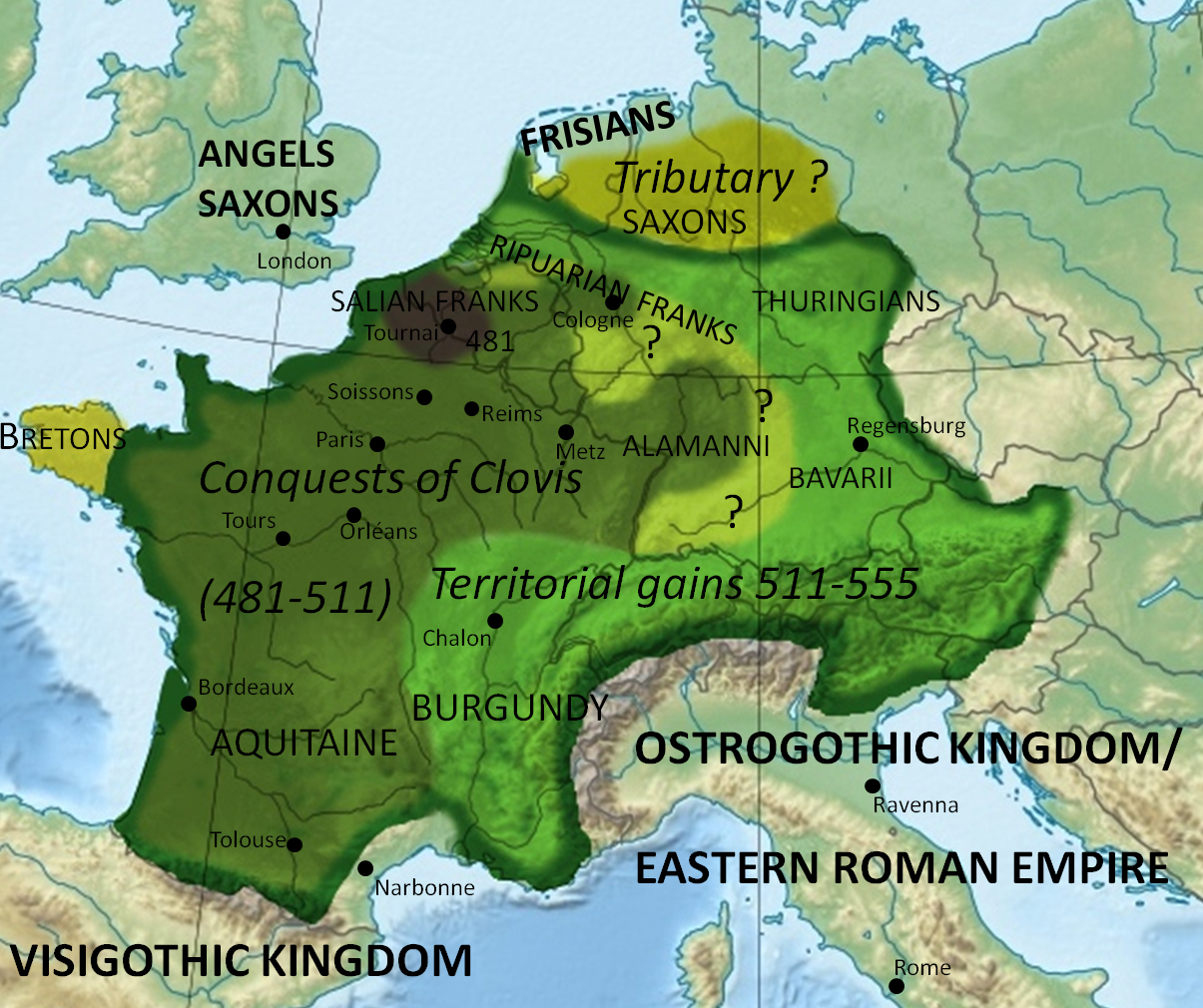
Extensió de l'Imperi merovingi.

Waldrada o Vuldetrada (531- 572) fou una dama franca filla de Wacho, rei dels Longobards (governat vers 510-539) i de la seva segona muller anomenada Austrigusa o Ostrogota, una dona gèpida.
Fou l'esposa de Teodobald, rei d'Austràsia (governat 548-555), del que va quedar vídua; després fou l'amant repudiada de Clotari I, rei dels Francs (governat fins a 561) que la va entregar com a muller a Garibald I de Baviera.
El Origo gentis Langobardorum anomena "Wisigarda…secundæ Walderada" com les dues filles de Wacho i la seva segona muller, especificant que Waldrada estava casava amb '"Francorom de regis Scusuald" i més tard "Garipald".
La Historia Langobardorum anomena "Waldrada" com la segona filla de Wacho per la seva segona muller, especificant que es va casar amb "Francorom de rex Chusubald".
Pau el Diaca anomena "Wisigarda…[et] secunda Walderada" com les dues filles del Rei Wacho i la seva segona muller, especificant que Walderada estava casada amb "Francorom de regi d'alio Cusupald" i més tard "Garipald".
Heriman (Herimannus) anomena "Wanderadam" com esposa de "Francorom de rex Theodpaldus" quan esmenta el segon matrimoni del rei "Lotharius rex patris eius Theodeberti patruus".
Gregori de Tours anomena a Vuldetrada com la muller del rei Teodebald. Segons Gregori de Tours, el rei que Clotari va començar a tenir contacte amb la vídua del rei Teodebald, fins que "els bisbes es van queixar i la va lliurar al duc Garibald de Baviera", que aparentment implica que el rei Clotari no es va arribar a casar amb Waldrada.